# Vera Carrara
Vera Carrara (Alzano Lombardo, 6 de abril de 1980) es una deportista italiana que compitió en ciclismo en la modalidad de pista, especialista en la prueba de puntuación.
Ganó cinco medallas en el Campeonato Mundial de Ciclismo en Pista entre los años 2002 y 2008, y dos medallas en el Campeonato Europeo de Ómnium, oro en 2007 y bronce en 2001.
Participó en dos Juegos Olímpicos de Verano en la carrera por puntos, ocupando el quinto lugar en Atenas 2004 y el 14.º lugar en Pekín 2008.

## Medallero internacional
| Campeonato Mundial | Campeonato Mundial           | Campeonato Mundial | Campeonato Mundial |
| Año                | Lugar                        | Medalla            | Competición        |
| ------------------ | ---------------------------- | ------------------ | ------------------ |
| 2002               | Ballerup (Dinamarca)         | Medalla de bronce  | Puntuación         |
| 2004               | Melbourne (Australia)        | Medalla de plata   | Puntuación         |
| 2005               | Los Ángeles (Estados Unidos) | Medalla de oro     | Puntuación         |
| 2006               | Burdeos (Francia)            | Medalla de oro     | Puntuación         |
| 2008               | Mánchester (Reino Unido)     | Medalla de bronce  | Puntuación         |
| Campeonato Europeo |                              |                    |                    |
| Año                | Lugar                        | Medalla            | Competición        |
| 2001               | Brno (República Checa)       | Medalla de bronce  | Ómnium             |
| 2007               | Alkmaar (Países Bajos)       | Medalla de oro     | Ómnium             |

1. 1 2  Campeonato Europeo realizado sólo para la disciplina de ómnium.

## Palmarés en pista
- 1998
  - Campeona del mundo júnior en Puntuación
- 2002
  - Campeona de Europa sub-23 en Persecución
- 2005
  - Campeona del mundo en Puntuación
- 2006
  - Campeona del mundo en Puntuación
- 2007
  - Campeón de Europa en Òmnium Endurance 
  - Campeona de Italia en Puntuación

### Resultados a laCopa del Mundo
- 2003
  - 1.º en la Clasificación general y a la prueba de Sídney, en Puntuación
- 2005-2006
  - 1.º en Sídney, en Puntuación

## Palmarés en ruta
- 2002
  - 1.º en el Gran Premio de Brissago
- 2003
  - Vencedora de una etapa al Giro de Toscana-Memorial Michela Fanini
- 2004
  - 1.º en el Gran Premio de Brissago
- 2006
  - Vencedora de una etapa al Holland Ladies Tour
- 2007
  - Campeona de Italia en contrarreloj